# Полет 498 на „Аеромексико“
Полет 498 на „Аеромексико“ е редовен международен пътнически полет от международното летище „Мексико Сити“, Мексико, Мексико, до международното летище „Лос Анджелис“, Лос Анджелис, Калифорния, Съединените американски щати, с междинни кацания в Халиско, Лорето и Тихуана, управляван от „Аеромексико“. На 31 август 1986 г. самолетът „Макдоналд Дъглас DC-9-32“, който изпълнява полета, е ударен във въздуха в задната си част от малък частен самолет „Пайпър PA-28-181 Арчър“, собственост на семейство Крамър.
„Макдоналд Дъглас DC-9-32“ претърпява сериозни щети, той е с откъснат хоризонтален стабилизатор, рул и половината от вертикалния стабилизатор също липсва, което го кара да се преобърне и спусне към земята, след това се блъска в жилищен квартал в предградието на Лос Анджелис Съритъс. Експлозията унищожава и поврежда няколко къщи; в инцидента загиват всички 64 души на самолета, както и още 15 на земята. Силно повреденият с отрязана горна част на пилотската кабина „Пайпър PA-28-181 Арчър“ се спуска неконтролируемо след сблъсъка и пада върху празна детска площадка в начално училище. Тримата души на борда също умират.
Вината е разпределена равномерно между Федералната авиационна администрация и пилота на по-малката машината. Не е открита техническа грешка в „Макдоналд Дъглас DC-9-32“ или в действията на неговия екипаж. В резултат на тази катастрофа и други сблъсъци във въздуха близо до зоните за контрол на терминала Федералната авиационна администрация изисква всички големи търговски самолети във въздушното пространство на САЩ да бъдат оборудвани със система за избягване на сблъсъци и изисква леките самолети, които работят в гъсто въздушно пространство, да бъдат оборудвани с транспондери в режим C, които могат да съобщават тяхната надморска височина.